# Håle landskommun
Håle landskommun var en tidigare kommun i dåvarande Skaraborgs län.

## Administrativ historik
Kommunen inrättades i Håle socken i Åse härad i Västergötland när 1862 års kommunalförordningar trädde i kraft. 
Vid Kommunreformen 1952 uppgick kommunen i Grästorps landskommun som 1971 ombildades till Grästorps kommun.